# Jámbor Ági
P. Jámbor Ági, férjezett nevén Patai Imréné (Budapest, 1909. február 4. – Baltimore, 1997. február 3.) magyar-amerikai zongoraművész.

## Élete

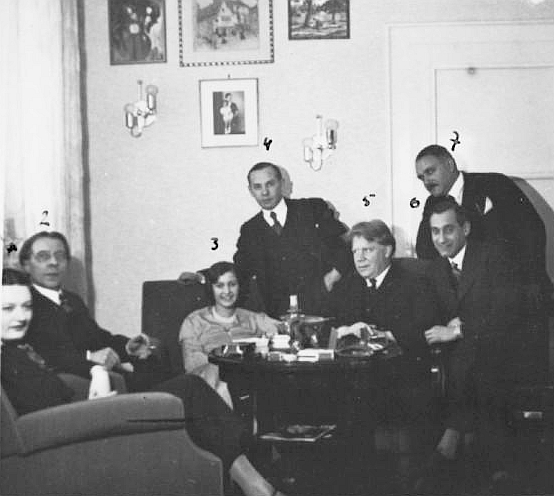
Jámbor Ági (középen), Alfred Cortot-val (tőle balra) és Edwin Fischerrel (tőle jobbra) 1930-ban.

Jámbor Vilmos (1873-1935) üzletember és Riesz Olga lányaként született. Zeneiskolát fenntartó édesanyja, Jámborné Riesz Olga kezdte tanítani. Eleinte hegedülni tanult, de nővérével nem tudtak megegyezni a hangszer miatt, ezért zongorára váltott. A Fodor Zeneiskolában Braun Paula
növendékeként tanult zongorázni. Még mielőtt olvasni megtanult volna, Mozartot játszott, és tizenkét éves korában egy szimfonikus zenekarral debütált.
1926 és 1931 között a Berlini Művészeti Egyetemen Edwin Fischer növendéke lett, akivel Németország-szerte több közös hangversenyt adtak. A Humboldt Egyetemen zenetörténetet is tanult. Az 1930-as évek elején, népszerűségének csúcsán Párizsba és egyben önkéntes száműzetésbe vonult. A megélhetésért a legnagyobb Dalcroze-iskola zenei vezetője lett. A francia fővárosból Amszterdamba vezetett útja, ahol rendszeresen koncertezett Willem Mengelberggel.
1933-ban visszatért Magyarországra, január 3-án Budapesten házasságot kötött a Hollandiában megismert dr. Patai Imre fizikussal, műkedvelő zongoristával, akivel a II. világháború előtti években Hollandiában élt. Beiratkozott a budapesti Zeneakadémiára, ahol Stefániai Imre, és Weiner Leó tanítványa volt, Kodály Zoltántól is vett zeneszerzésórákat, itt szerezte meg diplomáját. Maga vezényelte kamarazenekart szervezett. Jámbor Ági 1937-ben ötödik helyezett lett a varsói harmadik Nemzetközi Frederick Chopin Zongoraversenyen. 1939 áprilisában Willem Mengelberggel és az Amszterdami Concertgebouw Zenekarával koncertezett.
Hollandiában élve férjével csapdába estek, amikor a nácik megszállták az országot, és nem tudtak elmenekülni az Amerikai Egyesült Államokba. Ekkor visszatértek Magyarországra. A második zsidótörvény után itthon is csak az OMIKE Művészakció keretében léphetett fel. Házasságukból egy fiuk született, aki azonban két héten belül meghalt. A gyermekéről készült képet egész életében az éjjeliszekrényén tartotta.
Magyarország német megszállása alatt részt vett az ellenállásban. A náciellenes ellenálló mozgalomban Budapesten együtt dolgozott Szent-Györgyi Alberttel. Álcaként gyakran egy általa kitalált „Maryushka” nevű prostituáltnak öltözött, csábító ruhákban járt és erősen sminkelte magát. Később nem volt hajlandó ismét visszatérni Németországba vagy fellépni ott.
A háború után Svédországba emigráltak, majd 1947-ben érkeztek meg az USA-ba férjével, aki a háború alatt rossz egészségi állapotba került, s két évvel később gázmérgezésben meghalt. Először Washingtonban laktak, itt a Washingtoni Egyetemen tanított, majd Philadelphiában, ahol a Philadelphia Musical Academy tanára volt, emellett rendszeresen koncertezett. Jámbor Ági már 1947 októberében debütált a New York-i Town Hallban. 1951-ben adott szólókoncertjén Truman elnök is a közönség soraiban volt.
1955 és 1957 között Jámbor öt albumot vett fel New Yorkban a Capitol Records számára, részben zeneakadémiai és OMIKE-beli társaival, Ajtay Viktorral és Starker Jánossal.
Baltimore-ban a Peabody Conservatory tanára lett, miután 1957-ben Baltimore-ból Philadelphiába távozott, a Philadelphiai Zenekarral kezdett fellépni, ahol Ormándy Jenő kedvenc szólistájává vált, és Bruno Walter is elismerte tehetségét. 1957-ben a Philadelphia melletti leányiskola, a Bryn Mawr College hívta meg tanárának, 1958-tól professzora lett, kamarazenét tanított, zenetörténeti, népzenei előadásokat tartott, 1974-ben, nyugdíjba vonulásakor, a Bryn Mawr College professor emerita címet kapta.
1959-ben Claude Rains hollywoodi filmsztár vette feleségül, de házasságuk már 1960-ban válással végződött.
Jámbor Ági 1997. február 3-án halt meg, egy nappal a 88. születésnapja előtt. Halálát rákos megbetegedés okozta.
Zongoristaként elsősorban Bach-játékosként volt ismert, néhány fennmaradt lemezfelvétele egy "prehistorikus", romantikus Bach-felfogásról tanúskodik. Komponált is, a vietnámi háború idején Szent-Györgyi Albert által írt, békéért kiáltó "Psalmus humanus" felolvasásához Jámbor komponált zongora-közjátékot. A '70-es években főleg későromantikus stílusú zongorakíséretes dalokat írt, népzenekutatás is kezdte érdekelni, magyarországi cigány népzenét választotta kutatási témául.

## Önéletrajza
- Escaping Extermination. Hungarian Prodigy to American Musician, Feminist, and Activist. Purdue University Press, 2020. ISBN 9781557539847

## Fordítás
Ez a szócikk részben vagy egészben  az   Agi Jambor című angol Wikipédia-szócikk ezen változatának fordításán alapul.  Az eredeti cikk szerkesztőit annak laptörténete sorolja fel. Ez a jelzés csupán a megfogalmazás eredetét és a szerzői jogokat jelzi, nem szolgál a cikkben szereplő információk forrásmegjelöléseként.